# McCall (Idaho)
Pour les articles homonymes, voir McCall.
McCall est une ville qui se trouve à la bordure ouest du comté de Valley, dans l'Idaho, aux États-Unis. En 2010, la ville comptait 2 991 habitants contre 2 084 en 2000.
McCall est une destination touristique pour les activités de loisir tout au long de l'année.

## Démographie
| 1920 | 1930 | 1940 | 1950  | 1960  | 1970  |
| ---- | ---- | ---- | ----- | ----- | ----- |
| 307  | 651  | 875  | 1 173 | 1 423 | 1 758 |

| 1980  | 1990  | 2000  | 2010  | - | - |
| ----- | ----- | ----- | ----- | - | - |
| 2 188 | 2 005 | 2 084 | 2 991 | - | - |